# Encontro Macro-Jê
O Encontro Macro-Jê (ou Encontro Internacional sobre Línguas e Culturas Macro-Jê) é um encontro de linguística sobre as línguas Macro-Jê, que se realiza no Brasil.

## Encontros
| Encontro                                                     | Universidade                                 | Localização        | Data                         | Coordenação                                                   | Ref.   |
| ------------------------------------------------------------ | -------------------------------------------- | ------------------ | ---------------------------- | ------------------------------------------------------------- | ------ |
| I Encontro Macro-Jê                                          | Universidade Estadual de Londrina            | Londrina-PR        | 15 e 16 de fevereiro de 2001 | Ludoviko Carnascialli dos Santos                              | [ 1 ]  |
| II Encontro Macro-Jê                                         | Instituto de Estudos da Linguagem da Unicamp | Campinas-SP        | 9 a 11 de maio de 2002       | Wilmar da Rocha D'Angelis                                     | [ 2 ]  |
| III Encontro Macro-Jê                                        | Universidade de Brasília                     | Brasília-DF        | 3 a 5 de dezembro de 2003    | Ana Suelly Arruda Câmara Cabral e Aryon Dall'Igna Rodrigues   | [ 4 ]  |
| IV Encontro Internacional sobre Línguas e Culturas Macro-Jê  | Universidade Federal de Pernambuco           | Recife-PE          | 3 a 5 de novembro de 2005    | Stella Telles                                                 | [ 5 ]  |
| V Encontro de Línguas e Culturas Macro-Jê                    | Universidade de São Paulo                    | São Paulo-SP       | 3 a 5 de maio de 2007        | Rosane de Sá Amado                                            | [ 6 ]  |
| VI Encontro Macro-Jê                                         | Universidade Federal de Goiás                | Goiânia-GO         | 12 a 14 de novembro de 2008  | Silvia Lucia Bigonjal Braggio e Sinval Martins de Sousa Filho | [ 7 ]  |
| VII Encontro Internacional sobre Línguas e Culturas Macro-Jê | Universidade de Brasília                     | Brasília-DF        | 18 a 20 de outubro de 2010   | Aryon Dall'Igna Rodrigues                                     | [ 8 ]  |
| VIII Encontro Macro-Jê                                       | Universidade Estadual de Londrina            | Londrina-PR        | 3 a 5 de novembro de 2016    | Marcelo Silveira                                              | [ 9 ]  |
| IX Encontro Macro-Jê                                         | Universidade Federal de Mato Grosso          | Barra do Garças-MT | 19 a 22 de junho de 2018     | Julio Cezar Melatti                                           | [ 10 ] |

## Publicações
- Línguas e culturas Macro-Jê. Brasília: Ed. UnB, 2007